# Polycarpa cornogi
Polycarpa cornogi is een zakpijpensoort uit de familie van de Styelidae. De wetenschappelijke naam van de soort is voor het eerst geldig gepubliceerd in 1966 door Glemarec & Monniot.